# Марков, Владимир Михайлович
Влади́мир Миха́йлович Ма́рков (1891 — 1965) — русский офицер, герой Первой мировой войны, участник Белого движения.

## Биография
Окончил Сумский кадетский корпус (1909) и Александровское военное училище (1911), откуда выпущен был подпоручиком в 26-й Сибирский стрелковый полк.
9 июля 1913 года переведен в 128-й пехотный Старооскольский полк, в рядах которого и вступил в Первую мировую войну. Произведен в поручики 5 ноября 1914 года «за выслугу лет», в штабс-капитаны — в 1915 году. Удостоен ордена Святого Георгия 4-й степени
За то, что в бою 1-го сентября 1915 года у с. Злотники, действуя с примерным мужеством и храбростью, ворвался с вверенной ему ротой в окопы противника и захватил действующий пулемет, переколов его прислугу.
Пожалован Георгиевским оружием
За то, что 20-го декабря 1915 года в бою у д. Раранче, командуя ротой в составе батальона, наступая под сильнейшим ружейным и пулеметным огнем, в то время, когда рота не выдержала огня, залегла в 50-ти шагах перед заграждениями, он выдвинулся вперед и с криком «ура» кинулся на проволочные заграждения, увлекая за собой людей роты, преодолев 13 рядов проволочной сети, после упорного штыкового боя занял окопы противника. Будучи ранен, отразил две контр-атаки превосходных сил противника и только после вторичного тяжелого ранения оставил строй.
На 31 декабря 1916 года — штабс-капитан 128-го пехотного Старооскольского полка.
В Гражданскую войну участвовал в Белом движении на Юге России. Во ВСЮР и Русской армии — начальник пулеметной команды Корниловского военного училища до эвакуации Крыма. Галлиполиец. Осенью 1925 года — в составе Корниловского военного училища в Болгарии. Произведен в подполковники.
После Второй мировой войны переехал в США. Умер в 1965 году в Детройте. Его вдова Татьяна Николаевна (1901—1977) скончалась в Джорданвилле.

## Награды
- Орден Святой Анны 4-й ст. с надписью «за храбрость» (1915)
- Орден Святого Станислава 3-й ст. с мечами и бантом (ВП 14.03.1916)
- Орден Святой Анны 3-й ст. с мечами и бантом (ВП 29.03.1916)
- Орден Святого Георгия 4-й ст. (ВП 23.05.1916)
- Георгиевское оружие (ВП 31.12.1916)